# Спирмон, Уоллас
Уоллас Спирмон — американский легкоатлет, который специализируется в беге на 200 метров. На Олимпийских играх 2008 года в финальном забеге финишировал 3-м, однако чуть позже был дисквалифицирован так как во время бега выбежал из своей дорожки. Занял 4-е место на Олимпиаде 2012 года. Личный рекорд на 200 метров 19,65
Победитель Бриллиантовой лиги 2010 года. В настоящее время владеет рекордом США в помещении — 20,10.
Его отец — Уоллас Спирмон старший также был легкоатлетом, победителем Универсиады 1987 года в беге на 200 метров.

## Достижения
Золотая лига
- 2006:  Memorial Van Damme — 20,02
- 2007:  Memorial Van Damme — 19,88
- 2007:  ISTAF — 20,22
- 2009:  Memorial Van Damme — 20,19

Бриллиантовая лига
- 2010:  Golden Gala — 20,05
- 2010:  British Grand Prix — 20,29
- 2010:  Herculis — 19,93
- 2010:  London Grand Prix — 20,12
- 2010:  Weltklasse Zürich — 19,79
- 2012:  Prefontaine Classic — 20,27
- 2012:  Herculis — 20,09
- 2012:  Birmingham Grand Prix — 20,23